# 三浦信祐
三浦 信祐（みうら のぶひろ、1975年3月5日 - ）は、日本の政治家、工学者。公明党所属の参議院議員（2期）、公明党選挙対策委員長、公明党安全保障部会長。

## 経歴
1975年、宮城県仙台市に生まれる。福島県立福島高等学校を卒業後、千葉工業大学工学部で材料工学を専攻する。
1997年に大学を卒業後、防衛庁に入庁し、防衛大学校機械システム工学科の助手に着任する。2003年、東京工業大学で博士（工学）号を習得。防衛大学校助教、防衛大学校講師を経て、2012年4月、防衛大学校准教授に就任する。
2016年7月、第24回参議院議員通常選挙に公明党公認で神奈川県選挙区より立候補し、第2位で初当選を果たす。公明党としては3年前の佐々木さやかに続く神奈川県選挙区での議席獲得となった。
2022年10月、参議院災害対策特別委員長に就任。公明党青年局長、公明党外交部会長を歴任したのち、2023年には公明党安全保障部会長に就任する。2024年9月、公明党選挙対策委員長に就任した。

## 政策・主張

### 憲法
- 憲法改正について、2016年の朝日新聞社のアンケートで「どちらかと言えば賛成」と回答[8]。同年の毎日新聞社のアンケートで「賛成」と回答[9]。
- 9条改正について、2016年の毎日新聞社のアンケートで「改正して、自衛隊の役割や限界を明記すべき」と回答[9]。

### 外交・安全保障
- 「他国からの攻撃が予想される場合には先制攻撃もためらうべきではない」との問題提起に対し、2016年のアンケートで「どちらかと言えば反対」と回答[8]。
- 「北朝鮮に対しては対話よりも圧力を優先すべきだ」との問題提起に対し、2016年のアンケートで「どちらとも言えない」と回答[8]。
- 安全保障関連法の成立について、2016年の毎日新聞社のアンケートで「今の法制でよい」と回答[9]。
- 普天間基地の移設問題について、2016年の毎日新聞社のアンケートで「名護市辺野古に移設すべき」と回答[9]。

### ジェンダー
- 選択的夫婦別姓制度の導入について、2016年のアンケートで「どちらかと言えば賛成」と回答[8]。
- 同性婚を可能とする法改正について、2016年のアンケートで「どちらかと言えば賛成」と回答[8]。
- クオータ制の導入について、2016年のアンケートで「どちらかと言えば賛成」と回答[8]。

### その他
- 永住外国人への地方参政権付与について、2016年のアンケートで「賛成」と回答[8]。
- 首相の靖国神社参拝について、2016年のアンケートで「どちらかと言えば反対」と回答[8]。
- 「治安を守るためにプライバシーや個人の権利が制約されるのは当然だ」との問題提起に対し、2016年のアンケートで「どちらとも言えない」と回答[8]。
- 「原子力発電所は日本に必要だと思うか」との問いに対し、2016年の毎日新聞社のアンケートで「当面は必要だが、将来的には廃止すべき」と回答[9]。
- 2016年の米国大統領選挙について「ドナルド・トランプとヒラリー・クリントンのどちらを支持するか」との問いに対し、2016年の毎日新聞社のアンケートで「どちらとも言えない」と回答[9]。
- 2016年2月8日、総務大臣高市早苗は、放送局が政治的公平性を欠く放送を繰り返した場合、放送法4条違反を理由に電波停止を命じる可能性に言及した[10][11]。内閣総理大臣安倍晋三は2月15日の衆議院予算委員会で野党の批判に反論し、高市の発言を擁護した[12]。この政府の姿勢をどう思うかとの問いに対し、2016年の毎日新聞社のアンケートで「問題だ」と回答[9]。

## 選挙歴
| 当落 | 選挙                     | 執行日         | 年齢 | 選挙区         | 政党   | 得票数     | 得票率 | 定数 | 得票順位 /候補者数 | 政党内比例順位 /政党当選者数 |
| ---- | ------------------------ | -------------- | ---- | -------------- | ------ | ---------- | ------ | ---- | ------------------ | ---------------------------- |
| 当   | 第24回参議院議員通常選挙 | 2016年07月10日 | 41   | 神奈川県選挙区 | 公明党 | 62万9582票 | 15.35% | 4    | 2/12               | /                            |
| 当   | 第26回参議院議員通常選挙 | 2022年07月10日 | 47   | 神奈川県選挙区 | 公明党 | 54万7028票 | 13.37% | 4    | 3/22               | /                            |